# Сєчин Ігор Іванович
Ігор Іванович Сєчин (нар. 7 вересня 1960, Ленінград) — російський управлінець і державний діяч, президент державної нафтової компанії «Роснафта», мегакорупціонер (за результатами низки розслідувань Фонду боротьби з корупцією)[джерело?].
З 31 грудня 1999 року заступник керівника Адміністрації Президента РФ Путіна, з 2004 року заступник керівника Адміністрації Президента — помічник Президента Росії; з 12 травня 2008 по 21 травня 2012 року — заступник Голови Уряду РФ.
Голова Ради директорів компанії «Роснафта» (2004–2011). З 23 травня 2012 року — президент компанії «Роснафта». До березня 2014 року був власником 0,1273 % акцій компанії вартістю майже 3 млрд рублів.
Голова ради директорів держкомпанії «Роснафтогаз».
За оцінками газети «Ведомости» та журналу Forbes, з 2009 року — друга за впливом людина в Росії після Путіна.
У 2014 році, за версією журналу Forbes, зайняв 42-е місце серед найвпливовіших людей світу. У 2015 році зайняв 47 місце
За освітою філолог-романіст. Кандидат економічних наук. 1977 року вступив в Ленінградський державний університет ім. Жданова на філологічний факультет.

## Санкції

Країни, в яких Сєчин під санкціями

У березні 2014 року Сєчин був доданий до списку спеціально позначених громадян і заблокованих осіб США через його роль у дестабілізації ситуації в Україні.
Йому заборонено в'їзд до США, його кошти заморожені на американських рахунках та американським громадянам і компаніям заборонено будь-які ділові стосунки з компаніями, до яких причетний російський олігарх.
Водночас, Канада з економічних міркувань не внесла Сєчина, компанія якого є власником близько 30 % канадських покладів нафти, до санкційного списку. Уряд Канади зазнавав неодноразової критики через ці послаблення з боку української громади, яка має значні впливи в Канаді. Діаспора лобіювала запровадження «акту Магнітського», який має ефективний механізм притягнення до відповідальності порушників прав людини по всьому світу.
У березні 2022 року Британія ввела санкції проти Сєчина, які передбачали заборону на в'їзд в країну і заморозку всіх особистих активів на території країни. Разом із ним під санкціями Британії опинилися російські олігархи Абрамович та Дерипаска.
З 19 жовтня 2022 року доданий до санкційного списку України.

## Сім'я
Мав сина — Івана, який на початку лютого 2024 року, у віці 35 років, помер.

## Захоплення
Згідно з журналістськими розслідуваннями, захопленням Сєчина є полювання на велику дичину, включно з зубрами, занесеними до Червоної книги.